# Glaucopsyche alluaudi
Glaucopsyche alluaudi är en fjärilsart som beskrevs av Charles Oberthür 1922. Glaucopsyche alluaudi ingår i släktet Glaucopsyche och familjen juvelvingar. Inga underarter finns listade i Catalogue of Life.